# پروتیا ماریوت
پروتیا ماریوت (انگلیسی: Protea Marriott) شرکت مهمان‌نوازی آمریکایی است، که در سال ۱۹۸۴ تأسیس شد.